# Billy's College Job
Billy's College Job è un cortometraggio muto del 1915 diretto da Sidney M. Goldin.

## Produzione
Il film fu prodotto dall'Independent Moving Pictures Co. of America (IMP).

## Distribuzione
Il copyright del film venne registrato il 20 settembre 1915. Distribuito dall'Universal Film Manufacturing Company, il film - un cortometraggio in una bobina -  uscì nelle sale cinematografiche USA il 28 settembre 1915.